# Ponte Rodoviária de Alcácer
A Ponte Rodoviária de Alcácer é uma ponte do tipo Ponte Basculante em Portugal, que permite a travessia rodoviária sobre o Rio Sado na cidade de  Alcácer do Sal sendo o início do trajeto da Estrada Nacional N 120  .
Obra idealizada pelo estadista Duarte Pacheco e Inaugurada em Maio de 1945 obra projetada pelo Engenheiro Carlos Guilherme Craveiro Lopes Couvreur filho do também Engenheiro Raul da Costa Couvreur, envolvendo na sua construção as empresas Marques Mendes Júnior, Teixeira Duarte e United States Steel.
Ponte rodoviária em ferro, pintada de verde escuro, de um tabuleiro, plano e inferior, em aço macio do tipo "Bowstring" ou Tied-arch bridge,[carece de fontes?] composto por três tramos com o central mais pequeno (42,70m + 14,60m + 42,70m), Constituída assentes em quatro pilares de alvenaria, revestidos a cantaria, os dois centrais de planta subcircular rematados em cornija moldurada, e os pilares encontro quadrangulares irregulares.
Os tramos assentam nos pilares e encontros por intermédio de aparelhos de apoio em aço. Estruturalmente, é composta por três tramos metálicos independentes, os dos extremos maiores, constituídos por uma armação de vigas principais, com o banzo inferior reto e o superior parabólico, ligados por montantes verticais e diagonais (sistema Schwedler).
O tramo central, mais pequeno, inicialmente levadiço e atualmente fixo, possui o arco parabólico muito mais baixo que os outros. Este tramo possui a torre da báscula, de perfil retilíneo, com um contrapeso com cerca de 20 toneladas, acionado por mecanismo de manobra elétrico e manual, de que conserva três rodas dentadas, as laterais por onde corriam as correntes da báscula e a central do eixo do motor elétrico; lateralmente surgem as guias do contrapeso de perfil em I e, do lado, jusante existem escadas de acesso à torre com guardas circulares de proteção. O tabuleiro da ponte é constituído por carlingas e longarinas metálicas onde assenta uma laje resistente de betão armado, coberto por pavimento de argamassa betuminosa. De cada lado do pavimento e colocados exteriormente às vigas, dispõem-se os passeios, com pavimento metálico, protegidos por guarda em ferro, formando reticulado largo.

## Galeria

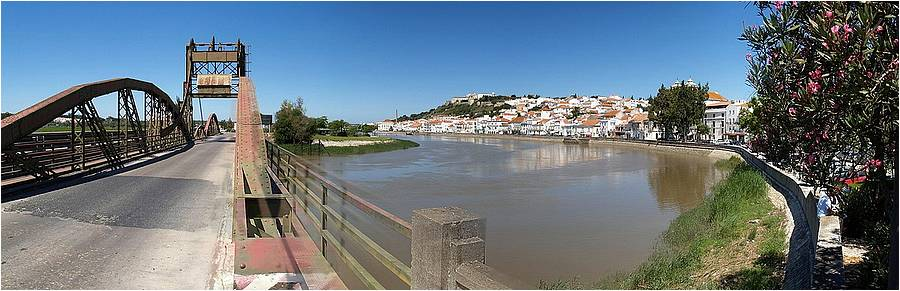
Vista sobre Alcácer
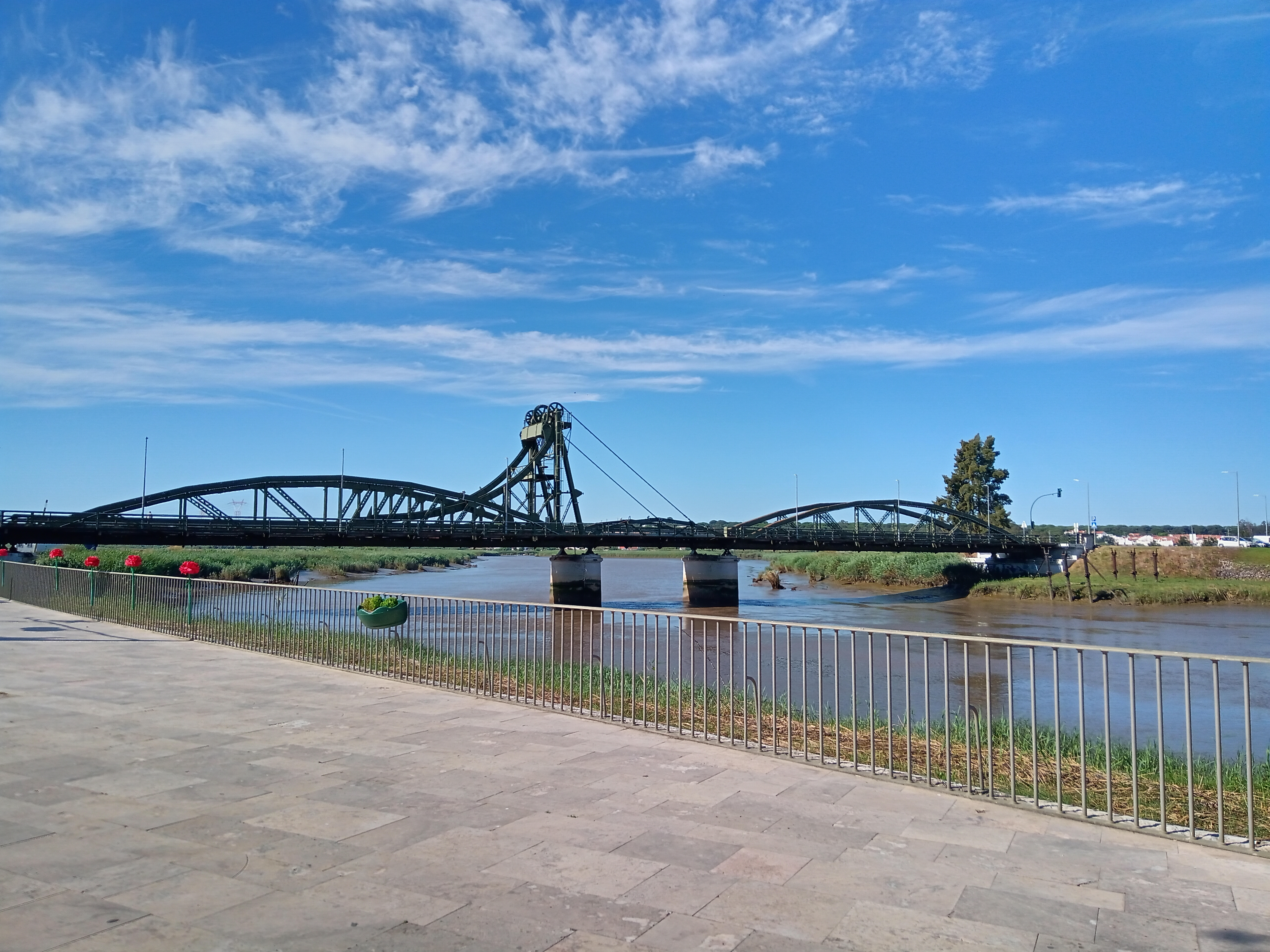
N 120 KM0 Ponte Rodoviária de Alcácer
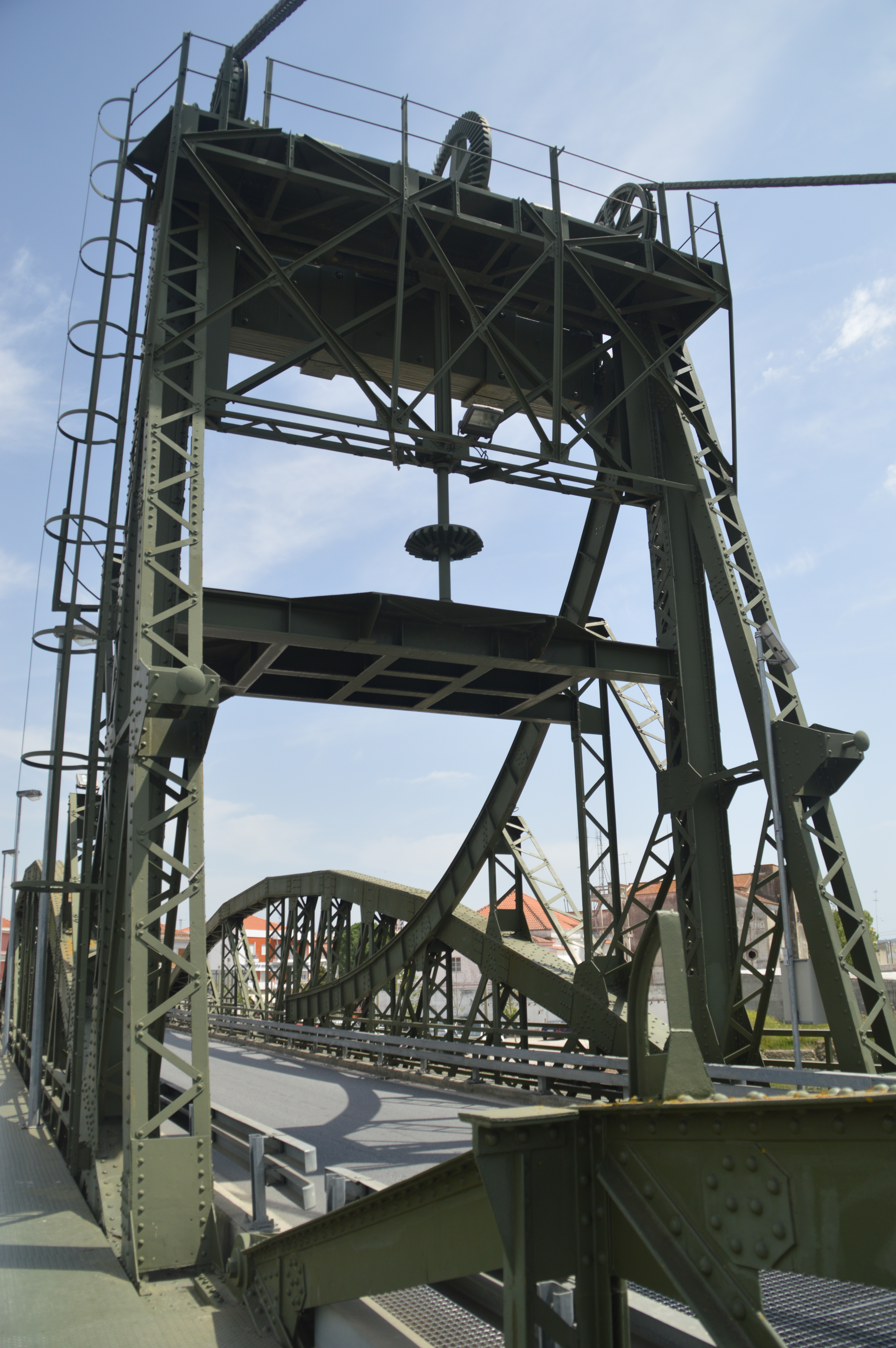
Sistema Basculante da Ponte
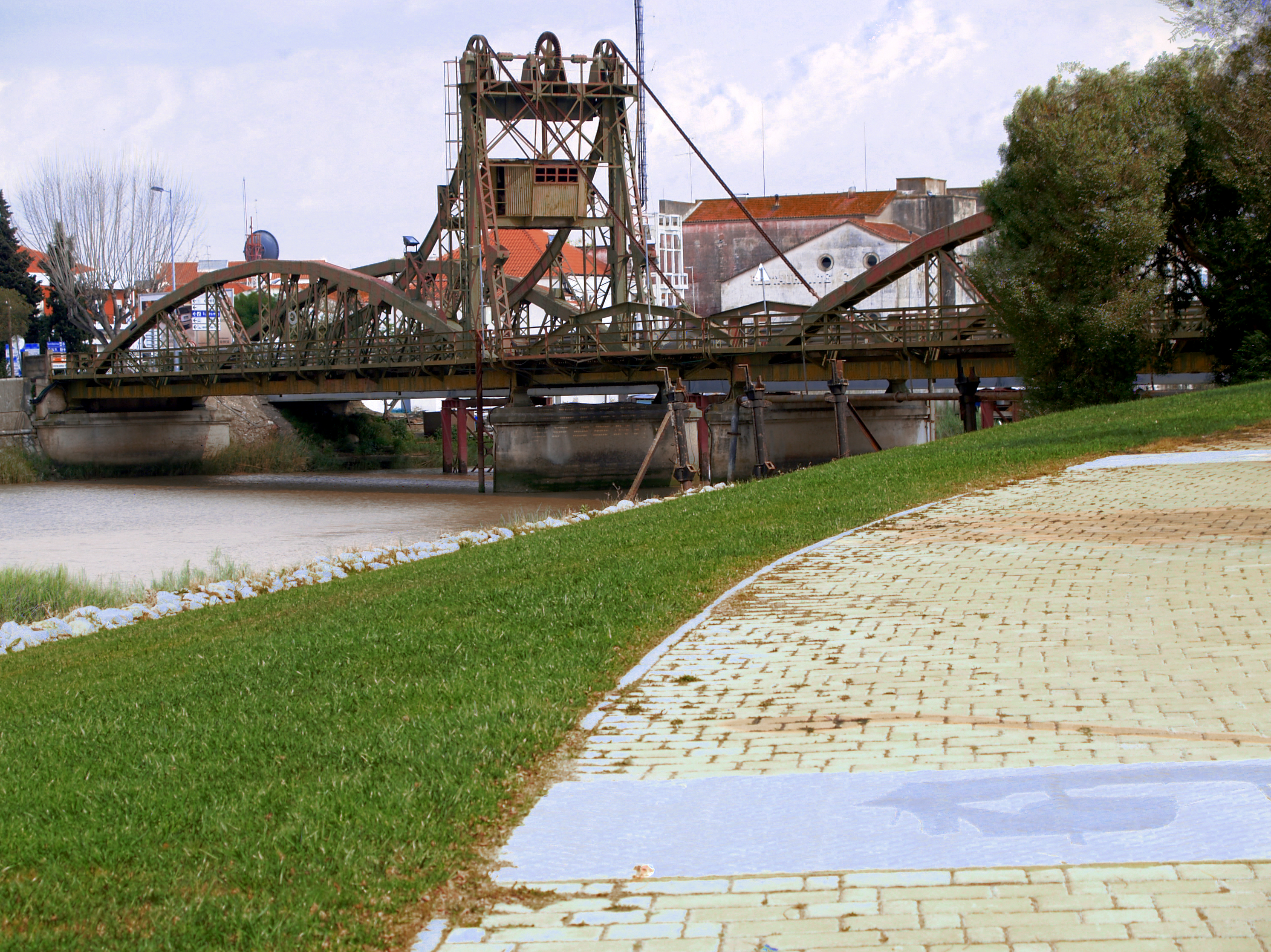
Estado da Ponte antes da sua remodelação em 2008